# نغوين ترونغ هونغ
نغوين ترونغ هونغ (بالفيتنامية: Nguyễn Trọng Hoàng) هو لاعب كرة قدم فيتنامي في مركز الوسط، ولد في 14 أبريل 1989 في محافظة ني أن في فيتنام. شارك مع منتخب فيتنام تحت 23 سنة لكرة القدم ومنتخب فيتنام لكرة القدم. أما مع النوادي، فقد لعب مع نادي بيكامكس بين دونغ ونادي سونغ لام نغي أن.

## وصلات خارجية
- نغوين ترونغ هونغ على موقع قاعدة بيانات كرة القدم.إي يو (الإنجليزية)
- نغوين ترونغ هونغ على موقع ناشيونال فوتبول تيمز (الإنجليزية)